# Allium leucanthum
Allium leucanthum — вид квіткових рослин з підродини цибулевих (Allioideae). Ендемік Кавказу (Північний Кавказ, Південний Кавказ).